# السقف الهوردي
السقف الهوردي أو سقف البلوك المفرغ (بالإنجليزية: Hollow Block Slab)‏ الهولو بلوك سلاب هو نوع من الأسقف الأكثر انتشاراً في أنظمة البناء حول العالم أهم مميزاته أنه يوفر عزل صوتي وعزل حراري وسهل التنفيذ ويستخدم في الصالات والغرف الكبيرة المساحة إذ يمكن أن تصل المسافات بين الأعمدة إلى 8 متر وأكثر حسب سماكة السقف وعمق وعرض الجسور الساقطة أو المخفية. ويعد الخيار الأمثل للبيوت السكنية.
فكرة السقف الهوردي تتكون ببساطة من شبكة حديد - سقف عادي بسمك صغير من 7 إلى 10 سم وأسفله جسور صغيرة تسمى أعصاب مخفية بسمك مناسب حسب الأوزان التي يحملها كل عصب ويوضع الطوب (الخرساني أو الاحمر أو الفلين) بين الأعصاب لتخفيف الوزن وتقليل تكلفة الخرسانة والحديد وللعزل الصوتي والحراري.

## أنواعه
- أعصاب في اتجاه واحد (one-way hollow block slab)
- أعصاب في اتجاهين (two-way hollow block slab)

والأعصاب هي جسور ثانوية صغيرة توزع حمل السقف إلى الجسور الرئيسية وعادة تكون مسلحة بحديد مصمم مثل حديد الجسور ولكن بقطاع صغير وفي الغالب يكون أسياخ علوية وأسياخ سفلية وكانات مقفلة أو مفتوحة ويرتكز الحديد على الجسور المخفية أو الساقطة.

## عيوب السقف الهوردي
- لا يفضل في أماكن أسقف الحمامات والمطابخ.
- تكلفة عالية مقارنة بالسقف العادي المصمت في المساحات الصغيرة.
- يحتاج إلى أعمال حدادة أكثر مثل عمل تسليح للأعصاب (كانات وتسليح علوي وسفلي) والجسور المخفية وحديد الطبقة العلوية من شبكة حديد وعمل (solid part) بجوار الكمرات الساقطة.
- يفضل استخدام بلوك خفيف الوزن أو حتى الفلين مما يزيد التكلفة.
- بعد الصب من الممكن ظهور شروخ طولية بين العصب والبلوك بسبب التغير المفاجئ للسمك.[2]